# Convergentie en divergentie

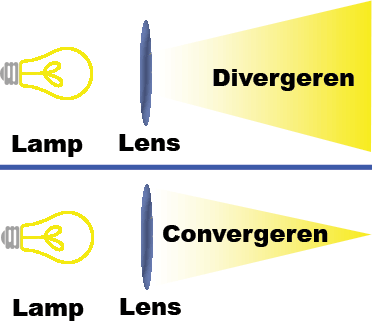
Divergentie en convergentie

In de optica is er sprake van convergentie als in een lichtbundel de stralen (fotonen) elkaar naderen. Een convergerende lichtbundel zal in één punt, het brandpunt, samenkomen en vandaar verdergaan als divergente bundel. Met behulp van lenzen kan de mate waarmee lichtbundels convergeren worden aangepast.
Van divergentie is sprake als de lichtbundels uit een lichtbron uiteengaan. Het brandpunt van een divergente lichtbundel bevindt zich dan ook achter de lichtbron („virtueel” brandpunt). Met behulp van lenzen kan een divergente lichtbundel minder divergent, evenwijdig of convergent worden gemaakt.
In verwante gebieden die eveneens met bundels werken, zoals elektronen- en ionenoptica, deeltjesversnellers en andere toepassingen van deeltjesbundels, gebruikt men dezelfde termen convergentie  en divergentie in overeenkomstige betekenis.